# Kephalaia
Les Kephalaia (Capítols en Grec i Copte) és un gènere literari d’escrits dins de la religió Maniquea. Aquests còdexs contenen les interpretacions dels ensenyaments del líder religiós Mani, qui va ser el fundador del Maniqueisme, per part dels seus seguidors. Les Kephalaia més importants són dos papirs que van ser trobats a un mercat d'antiguitats del Caire, Egipte, el 1929, “The Kephalaia of the Teacher” i “Kephalaia of the Wisdom of my Lord Mani”, les quals estan datats per al voltant de l’any 400 dC.

## Història
Aquest gènere literari era força popular i els maniqueus es van apropiar d'ell i el van fer servir de manera que li va ser molt útil a la comunitat per difondre la seva religió. Això ho sabem, ja que hi ha evidències de Kephalaia en xinès i part. Si bé Mani i la comunitat maniqueista eren crítics del missatge escrit d'altres apòstols, per no haver-los escrit ells mateixos i haver estat escrit per terceres persones, perquè els ensenyaments van poder ser adulterats, les Kephalaia tampoc van ser escrites per Mani, encara que el profeta si es va dedicar a escriure els seus ensenyaments, aquest còdex va ser escrit pels seus deixebles. Per això, les Kephalaia no són considerades textos canònics, sinó un sub canònic, perquè la seva base són la memòria dels deixebles de Mani.

## Estructura
Com a text literari, la Kephalaia segueix una estructura, un deixeble fa una qüestió a l'apòstol, pregunta la qual es respon amb una doctrina que convenç els qui escolten i sol acabar amb un prec a Mani per la seva revelació. Una estructura semblant a alguns textos cristians i budistes, sobretot als dels primers textos d'aquestes religions, que també consistien en preguntes i respostes.

## Arqueologia
Els papirs que contenien aquestes Kephalaia van ser trobats primer per l'egiptòleg danès H.O. Lange en un mercat d'antiguitats al Caire, que venien d'una casa en ruïnes a Medinet Madi, al sud-oest de Fayún a Egipte. Encara que els textos van ser trobats al mateix lloc, la seva posterior traducció es va fer en diferents llocs, en ser comprats per diferents persones. “The Kephalaia of the Teacher” va ser obtingut per C. Schmidt, qui va aconseguir associar aquests textos amb la religió maniquea, i avui es conserva a Manichäische Handschriften der Staatlichen Museen a Berlín, Alemanya. Mentre que, per altra banda, “The Kephalaia of the Wisdom of my Lord Mani” va ser adquirit per el col·lector irlandès - nord-americà Alfred Chester Beatty i avui dia romanen a la Biblioteca Chester Beatty a Dublín, Irlanda.
Respecte els treballs de conservació que necessitaven aquests papirs, tant el de Berlín com el de Dublín, van ser fets per H. Ibscher. Amb el còdex que es troba a Dublín, la conservació d'aquest es va estendre des del 1920 fins al 1950, però recentment el 2008, es va començar el projecte per editar-lo i traduir-lo, liderat per Iain Gardner, Jason BeDuhn, i Paul Dilley. Per la seva banda, el còdex mantingut a Berlín, va tenir com a editors i traductors A. Bohlig i HJ. Polotsky.